# Die Frau im Delphin
Die Frau im Delphin er en tysk stumfilm fra 1920 af Artur Kiekebusch-Brenken.

## Medvirkende
- Emilie Sannom som Ellinor Wingord
- Magnus Stifter som Gordon
- Rudolf Hilberg som Fürst
- Béla Lugosi som Tom Bill
- Ernst Pittschau som Harold Holm
- Jacques Wandryck
- Max Zilzer